# Ołtarz z Trzeboni

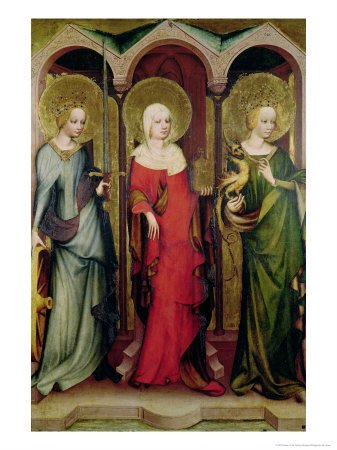
Święte Katarzyna, Maria Magdalena i Małgorzata - fragment ołtarza z Trzeboni

Ołtarz z Trzeboni – czołowe dzieło gotyckiego malarstwa tablicowego w Czechach, a zarazem przykład kierunku artystycznego w sztuce gotyckiej zwanego "stylem pięknym". Wykonany ok. 1380 przez anonimowego artystę znanego w literaturze jako Mistrz Ołtarza z Trzeboni. Pierwotnie wykonany dla kościoła św. Idziego w Trzeboni, obecnie zachowane trzy kwatery stanowią eksponaty w Galerii Narodowej w Pradze. 
Wszystkie tablice mają wymiary 132×92 cm. Malowane techniką tempery tablice przedstawiają wydarzenia z życia Chrystusa: Modlitwę w Ogrójcu, Złożenie do grobu, oraz Zmartwychwstanie.

## Opis i analiza

### Modlitwa w Ogrójcu
Centralne miejsce kompozycji zajmuje ukazany w profilu klęczący Chrystus, do którego zwraca się anioł znajdujący się w prawym, górnym narożniku kompozycji. Obok Jezusa na skalistej rozpadlinie stoi kielich. Po prawej stronie Jezusa ukazano trzech śpiących Apostołów – od góry święci: Jakub Starszy Jan Ewangelista oraz Piotr. Przy górnym lewym narożniku wyłaniają się uzbrojenie w rycerskie zbroje. Dynamiczną kompozycję tworzy szereg ukosów (poza Jezusa, jego relacja z aniołem, postaci apostołów, skaliste rozpadliny). Kolorystyka oscyluje wokół stonowanych brązów oraz intensywnych czerwieni (niebo i szaty św. Jana) błękitów oraz złocieni. Oprócz skalistego krajobrazu scenerię tworzą rozproszone po całej kompozycji drzewa oraz mniejsze elementy przyrody, m.in. kwiaty i ptaki. 

### Złożenie do grobu
W tym obrazie ukazano moment składania ciała Chrystusa do sarkofagu. Podobnie jak w obrazie z Modlitwą w Ogrojcu, zastosowano tu kompozycję diagonalną oraz wyróżniono postać Chrystusa, którego cechuje silnie zaznaczona sztywność ciała, nakrytego przezroczystym całunem. Zarówno masywny kamienny sarkofag, jak i zdynamizowane za pomocą lekkiego ruchu ciało Chrystusa, silnie zaznaczają przekątną, dzielącą obraz na dwie części o odmiennej kolorystyce. Powyżej grobu przedstawiono Józefa z Arymatei i Nikodema, Trzy Marie – od lewej Maria Magdalena, Maria Kleofasa oraz Matka Boża i św. Jan Ewangelista. Na twarzach postaci widać silne emocje, ale nie ma tu rozpaczy, którą zastąpiono nastrojem żalu i zadumy. Przejęta zdaje się być Maria, która sugestywnie kieruje wzrok na Chrystusa. Głowę ma nakrytą białą chustą splamioną krwią, a jej szaty utrzymane są w jasnym błękicie, co stanowi drugi co do istotności akcent kolorystyczny. Postaci mają szaty o bardzo nasyconych barwach, artysta świadomie podkreślając kontrast kolorystyczny zastosował swoistą grę barw między zewnętrznymi a wewnętrznymi stronami szat. I tak np. utrzymany w ruchliwej pozie św. Jan jest ubrany w szkarłatne szaty, które kontrastują nie tylko z szatami Marii, z oliwkowym ubiorem Marii Kleofasowej, ale również z żółcieniami wzbogacającymi ubiór apostoła. Dolną część obrazu tworzy widok grobu utrzymany w szarych tonacjach. Ponadto widoczną w niewielkich fragmentach krajobrazową scenerię tworzą rozmieszczone w trzech narożach drzewa.
Modlitwa w Ogrójcu, Złożenie do grobu, Zmartwychwstanie - fragmenty ołtarza z Trzeboni - ok. 1380, Národni Galerie, Praga

### Zmartwychwstanie
Jezus Chrystus ukazany jest tu ukazany w pełnym majestacie i jako triumfator dokonuje błogosławieństwa. Odziany jest w czerwoną szatę symbolizującą przelaną krew, trzyma w lewej chorągiew zawieszoną na długim drzewcu zwieńczonym złotym krzyżem. 
Artysta konsekwentnie rozwija kompozycję opartą na przekątnych, które wyznaczają monumentalny, zapieczętowany zakryty masywnym wiekiem sarkofag, oraz usytuowanie i leżąca poza żołnierzy otaczających grób. Uwagę zwraca ich ubiór ze silnymi akcentami kolorystycznymi. Podobnie jak w obrazie Modlitwa w Ogrójcu (gdzie w niewielkim fragmencie widać uzbrojonych siepaczy), malarz zastępuje ponadczasowe "ewangeliczne" szaty szczegółowo opracowanymi zbrojami, w tym przypadku mamy do czynienia ze swoistym studium uzbrojenia. Tym samym poznajemy Mistrza Ołtarza z Trzeboni jako znawcę ówczesnych strojów rycerskich i militariów. Ze znawstwem maluje różnorodne nakrycia głowy, typy broni i inne elementy rycerskiego ekwipunku. Ukazany w lewym narożniku wojownik, który ze zdumieniem patrzy na Chrystusa, odziany jest w zbroję nakrytą kaftanem, z rogiem i sztyletem przytwierdzonym do pasa, długim mieczem i tarczą o szpiczastym okuciu typu umbo. Głowę ma nakrytą czepcem kolczym oraz hełmem typu przyłbica z podniesioną zasłoną na twarz. Artysta znowu używa kontrastów – delikatnie malowane szarości i oliwki elementów zbroi kontrastują z żółciami nałokcic i nakolanników i przede wszystkim z cynobrowym kaftanem. Najsilniejsze akcenty kolorystyczne znajdują się w górnej partii kompozycji – występują kontrasty ciemnej oliwki z ostrą czerwienią "dwustronnych" kolorystycznie szat Zbawiciela, co więcej, kolorystyka odzienia, ciała i aureoli kontrastują się wzajemnie, oraz z utrzymaną w ciemnych brązach skalistym krajobrazem i czerwonym niebem. W różnych częściach obrazu występują drobne jasne akcenty, takie jak gwiazdy na niebie, pojedyncze rośliny czy ptaki, które cechuje realizm, co umożliwia to zidentyfikowanie roślin i zwierząt. Można tu mówić o studium natury, którego szczytowym osiągnięciem w sztuce gotyckiej tego okresu jest obraz Mistrza Górnoreńskiego Rajski ogród.

## Rewersy kwater
Na rewersach zachowanych kwater znajdują się całopostaciowe wizerunki świętych, które umieszczone są w trójosiowych, przestrzennie ukazanych baldachimach. Ukazane en trois quarts postaci cechuje dynamiczność; zaznaczona nie tylko przez kontrapost, lecz przede wszystkim przez układ draperii. Artysta nie jest bynajmniej skłonny do idealizacji - pomimo zachowanej charakterystycznej dla stylu pięknego dworskości, artysta nie zrezygnował z ukazania niektórych cech fizjonomicznych, sugerujących np. młodość czy sędziwy wiek. Delikatne, pełne wdzięku twarze niewiast kontrastują z twarzą św. Hieronima. 
Identyfikację postaci wskazują charakterystyczne dla danej osoby cechy fizjonomiczne oraz przede wszystkim atrybuty. 
Na rewersie kwatery z Modlitwą w Ogrójcu ukazane są święte: Katarzyna aleksandryjska, Maria Magdalena i Małgorzata; rewers Złożenia do grobu zawiera wizerunki świętych: Idziego, Grzegorza i Hieronima; na odwrocie Zmartwychwstania ukazani są trzej apostołowie Jakub Mniejszy, Bartłomiej i Filip.

## Datowanie
Najbardziej prawdopodobne jest to, iż kwatery stanowiły skrzydła ruchome nastawy ołtarzowej w kształcie poliptyku. Nie jest wiadome, jak pierwotnie wyglądał ołtarz w kościele Św. Idziego. Malowidła zostały wykonane ok. 1380. 